# 캐서린 스토킷
캐서린 스토킷(영어: Kathryn Stockett 캐스린 스토킷[*], 1969년 ~ )은 미국의 작가로,  1960년대 미시시피주 잭슨에서 백인 가정에서 일하는 아프리카계 미국인 가정부들의 이야기를 다룬 2009년 데뷔작 《헬프》로 잘 알려져 있다.

## 경력
스토킷은 첫 소설을 출간하기 전 뉴욕시에서 잡지 출판사에서 일했다. 9·11 테러 이후 소설을 쓰기 시작했다. 《헬프》를 완성하는 데 5년이 걸렸고, 수전 레이머가 스토킷의 에이전트가 되기로 하기 전까지 60명의 문학 에이전트에게 거절당했다. 《헬프》는 이후 42개 언어로 출간되었다. 2012년 8월 기준으로 1천만 부가 판매되었으며 뉴욕 타임스 베스트셀러 목록에 100주 이상 올랐다. 《헬프》는 출간 후 몇 달 만에 베스트셀러 순위에 올랐다.

## 사생활
스토킷은 미시시피주 잭슨에서 자랐다. 앨라배마 대학교에서 영문학과 창작을 전공한 후 뉴욕시로 이주했다. 그곳에서 16년 동안 잡지 출판과 마케팅 분야에서 일했다. 현재는 이혼한 상태이며 딸이 하나 있다.
첫 소설의 내용과 마찬가지로 스토킷은 아프리카계 미국인 가정부와 매우 가까운 사이였다.
스토킷의 오빠 집에서 일했던 가정부 애블린 쿠퍼가 미시시피 법원에 소송을 제기했다. 소송에서 스토킷이 자신의 모습을 책에서 사용했다고 주장했다. 미시시피 힌즈군 판사는 시효가 지났다는 이유로 소송을 기각했다. 스토킷은 그의 모습을 도용했다는 주장을 부인하며 단지 잠깐 만난 적이 있을 뿐이라고 말했다.